# 高小玫
高小玫（1961年3月—），女，汉族，陕西渭南人，中华人民共和国政治人物。北京科技大学材料系研究生毕业。曾任上海建筑材料（集团）总公司总工程师、上海市知识产权局副局长，第十一届全国政协委员。现任上海市人大常委会副主任，中国国民党革命委员会中央委员会副主席。

## 生平
1982年本科毕业于西安交通大学。1988年2月加入中国国民党革命委员会。2008年当选第十一届全国政协常务委员，代表中国国民党革命委员会，分入第四组。2018年1月，当选第十三届全国政协委员。2018年1月，经上海市第十五届人民代表大会选举为上海市人大常委会副主任。

## 家庭
祖父高双成，父亲高凌云。